# Vallée du Burnot
Vallée du Burnot este o arie protejată (arie specială de conservare — SAC, sit de importanță comunitară — SCI, arie de protecție specială avifaunistică — SPA) din Belgia întinsă pe o suprafață de 149,39 ha, integral pe uscat.

## Localizare
Centrul sitului Vallée du Burnot este situat la coordonatele 50°21′36″N 4°50′17″E / 50.359892°N 4.838056°E.

## Înființare
Situl Vallée du Burnot a fost declarat arie de protecție specială avifaunistică în iulie 2015 pentru a proteja 6 specii de animale. Alte tipuri de protecție:
- sit de importanță comunitară (în ianuarie 2004)
- arie specială de conservare (în iulie 2015)[1][3][4]

## Biodiversitate
Situată în ecoregiunea continentală, aria protejată conține 11 habitate naturale: Lacuri eutrofice naturale cu vegetație de tip Magnopotamion sau Hydrocharition, Cursuri de apă de la nivel de câmpie la nivel montan, cu vegetație Ranunculion fluitantis și Callitricho-Batrachion, Liziere de ierburi înalte hidrofile de câmpie și de nivel montan până la alpin, Pante stâncoase calcaroase cu vegetație casmofită, Pante stâncoase silicioase cu vegetație casmofită, Păduri de fag Luzulo-Fagetum, Păduri de fag Asperulo-Fagetum, Păduri de fag din Europa Centrală dezvoltate pe sol calcaros cu Cephalanthero-Fagion, Păduri de stejar sau de stejar și carpen sub-atlantice și medio-europene de Carpinion betuli, Păduri pe pante, grohotișuri și ravene de Tilio-Acerion, Păduri aluvionare cu Alnus glutinosa și Fraxinus excelsior (Alno-Padion, Alnion incanae, Salicion albae).
La baza desemnării sitului se află mai multe specii protejate:
- păsări (4): pescăruș albastru (Alcedo atthis), ciocănitoare neagră (Dryocopus martius), egretă albă (Egretta alba), lăstun de mal (Riparia riparia)
- amfibieni (1): Bufo calamita
- pești (1): zglăvoacă (Cottus gobio)

Pe lângă speciile protejate, pe teritoriul sitului au mai fost identificate 7 specii de plante, 2 specii de amfibieni, 1 specie de nevertebrate, 1 specie de reptile.